# Kerbors
Kerbors é uma comuna francesa na região administrativa da Bretanha, no departamento Côtes-d'Armor. Estende-se por uma área de 6,83 km². Em 2010 a comuna tinha 305 habitantes (densidade: 44,7 hab./km²).